# Doktryna szoku (film)
Doktryna szoku (ang.: The Shock Doctrine) – brytyjski film dokumentalny z 2009 roku w reżyserii Michaela Winterbottoma i Mata Whitecrossa. Autorski scenariusz napisała, na motywach swojej bestsellerowej książki z 2007 roku, kanadyjska pisarka Naomi Klein.

## Obsada
- Kieran O’Brien jako narrator (głos)
- Naomi Klein we własnej osobie
- Donald O. Hebb we własnej osobie
- Janine Huard we własnej osobie
- Milton Friedman we własnej osobie
- Edward M. Korry we własnej osobie
- Joseph Blair we własnej osobie
- Elisa Tokar we własnej osobie
- Harlan Ulman we własnej osobie
- Paul Bremer we własnej osobie

i inni.